# ディーゼル機関車

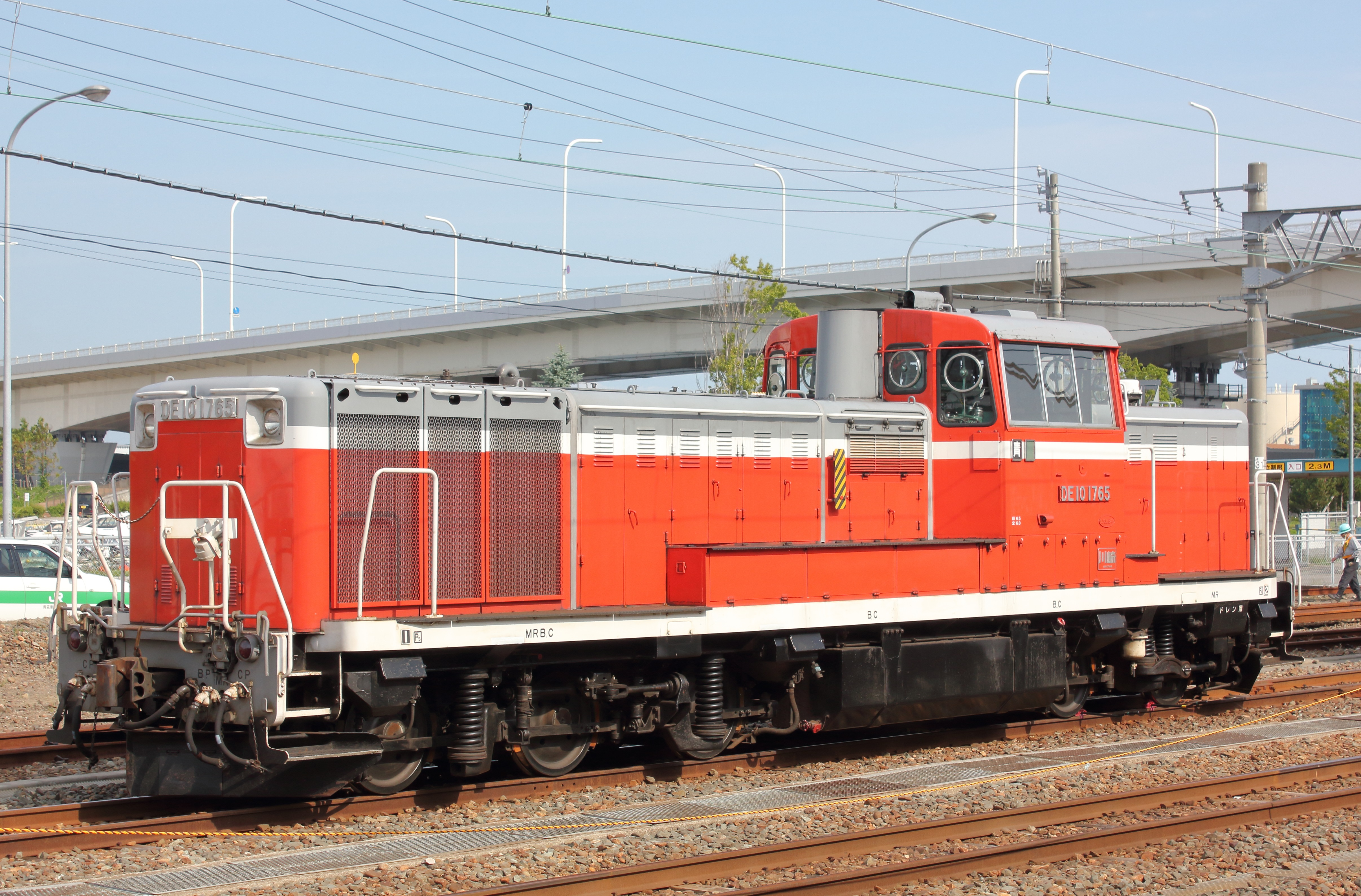
国鉄DE10形ディーゼル機関車
（JR貨物所属時代）

ディーゼル機関車（ディーゼルきかんしゃ）は、ディーゼルエンジンを動力源とする機関車のことである。DL（Diesel Locomotive）とも呼ばれる。
過去にはディーゼルエンジンと同じ内燃機関であるガソリンエンジンを使用した機関車も存在していたため、内燃機関を動力源とする機関車を一括して内燃機関車（ないねんきかんしゃ）と呼んでいたが、現在日本の鉄道ではガソリン機関車は用いられていないため、国内の現役内燃機関車のすべてがディーゼル機関車となっており、内燃機関車よりもディーゼル機関車の呼称のほうが一般に定着している。また、ガスタービンエンジンを用いた内燃機関車（ガスタービン機関車や電気式ガスタービン機関車）を実用化した国もある。

## 機構
内燃機関により動力を取り出し、動力伝達装置を介して動力を車軸（動輪）へ伝達し、車輪を回転させて駆動する。動力伝達方式には機械式・電気式・液体式の3種類がある。詳細は「気動車・ディーゼル機関車の動力伝達方式」を参照のこと。
- 機械式：マニュアルトランスミッションの自動車同様、ディーゼルエンジンの出力をクラッチで断続し、ギアボックスの歯車の組み合わせを変え、必要な駆動力を得る機関車。

推進軸と最終減速機で動力を伝達する点も自動車と同様であるが、差動装置は必要なく、代わりに逆転機を持つ。
- 電気式：ディーゼルエレクトリック方式と呼ばれる、ディーゼルエンジンで発電機を回すことで得た電力によりモーターで駆動する、いわば発電所を積んだ電気機関車。

これに二次電池や回生ブレーキを付加するとハイブリッド機関車の一種となる。
- 液体式：ディーゼルエンジンの出力をトルクコンバータとギアを組み合わせた液体変速機を介して変速し、動輪に伝えることで駆動力を得る機関車。

変速機以降は機械式と同様で、逆転機、推進軸、最終減速機を持つ。

## 歴史

### 世界的な歴史
ディーゼルエンジンは1897年にドイツで発明されている。またディーゼルエンジン以外の内燃機関は電気機関車よりも早く、19世紀半ばごろに開発されている。しかし、内燃機関は蒸気機関や電気モーターと異なり、回転数に関わらず発生トルクがほぼ一定である特性があるため、発進から加速に移行する速度域で大きな力を必要とする鉄道車両に内燃機関を用いる場合、トルクを増大させる装置を別に必要とする。これが枷となり、鉄道車両への導入には長い年月を要した。

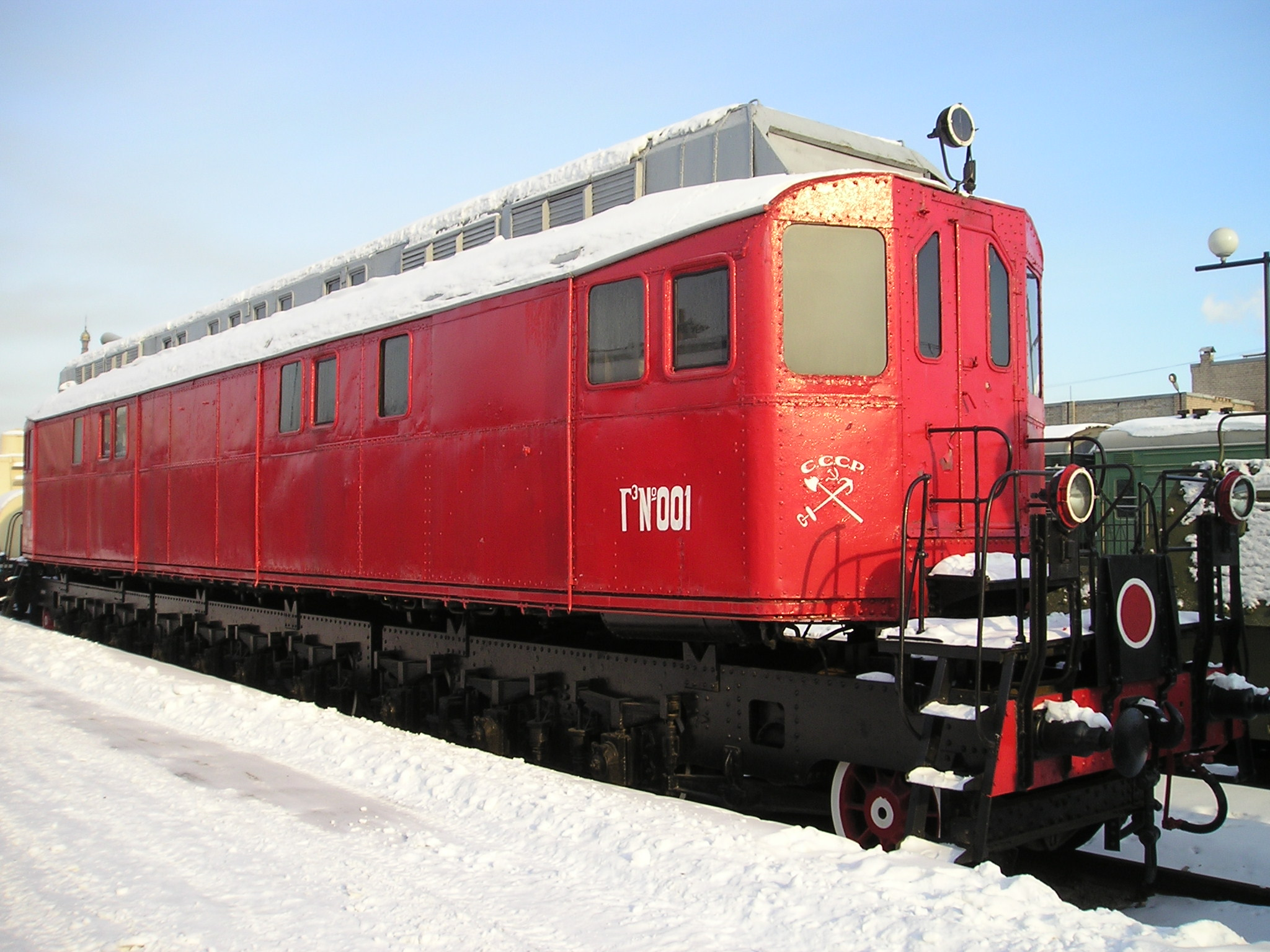
Ge-1形

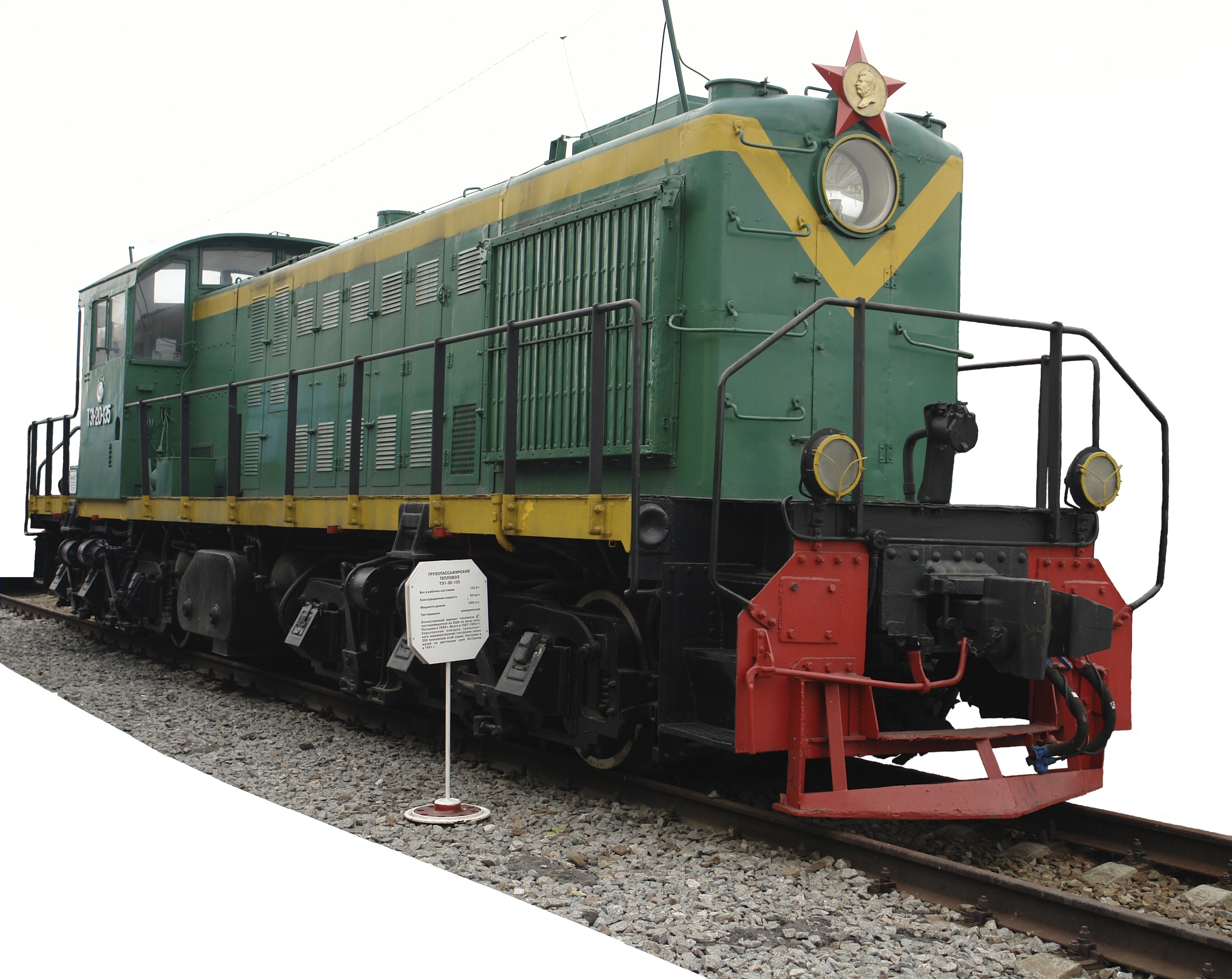
ソ連運輸省TE1形は、第二次世界大戦中にアメリカからレンドリース法で供与されたアルコRSD-1形ディーゼル機関車をリバースエンジニアリングして量産したディーゼル車である。

世界で初めてディーゼルエンジンを鉄道車両用に用いたのもやはりドイツで、1912年にプロイセン州州営鉄道向けに最初のディーゼル機関車が製作されている。これはディーゼル＝ズルツァー＝クローゼ式熱機関車(Diesel-Sulzer-Klose-Thermolokomotive)と呼ばれ、ディーゼルエンジンと動輪軸を直結して駆動させる方式であったが使い物にならず、起動には空気圧縮機を使用することとなった。牽引力や速度も思うような成果が出せず、クランクシャフトやシリンダーの破損が相次ぎ、エンジン自体も凄まじい轟音を発したことから苦情も大きく、2年後の1914年に廃車され失敗に終わった。
1924年にはロシア鉄道向けに大型機のGe-1形が製造された。2017年以降、サンクトペテルブルクの鉄道博物館で静態保存されており、現存する最古のディーゼル機関車となっている。
1929年、ディーゼルエンジンを動力としてコンプレッサーで圧縮空気を作り、その空気を使いシリンダー・主連棒・連結棒で車輪を駆動する方式の機関車（すなわち、蒸気機関車の蒸気の代わりに圧縮空気を用いたもの。蒸気機関車の構成要素も参照。）がドイツ国鉄（現ドイツ鉄道）向けに製造され、V3201という形式を与えられたが、本格的な実用化には至らなかった。また、蒸気機関車は発進時の発生トルクは高いが、取り扱いはディーゼル機関車の方が優れているため、両者の長所を生かすべく、蒸気機関とディーゼルエンジンを搭載したキトソン＝スティル蒸気ディーゼル機関車(Kitson-Still Steam-Diesel Locomotive)も製造されたが、出力と経済性で蒸気機関車を超えることができず開発が放棄された。
その後、機械式・電気式・液体式の動力伝達機構の開発が進められ、これにより1930年代から電気式ディーゼル機関車が米国などで本格的に実用化された。1950年代からドイツが大型の液体変速機を開発し1960年代以降は2,000 PS級のエンジンを搭載した機関車が多数製造されるようになり、幹線での列車牽引に多く使用されるようになった。
21世紀に世界各国の非電化路線で用いられている内燃機関車の多くはディーゼル機関車である。国によっては5,000 PSを超える出力をもつ機関車もある。動力伝達機構としては、運転や保守が容易で伝達効率に，優れる電気式が主流である。この方式が主流となっているアメリカ合衆国の鉄道では、運転台を一か所にまとめた形態が多い。
ディーゼルエンジンから排出される硫黄酸化物や窒素酸化物、粒子状物質は環境問題の主因とされることから、EUやアメリカの基準では2015年以降に製造されたディーゼルエンジンには触媒などを用いて改善が求められた。また、環境負荷の少ないとされてきた鉄道車両にもエネルギー効率の向上が求められつつある。発電機、電動機の交流化、コンピューター制御の大幅な採用等、技術革新の成果を取り入れて改良が進められつつある。

### 日本での歴史と現状
日本ではディーゼル機関車が使用される以前からガソリン・灯油などを燃料とする小型の内燃機関車は一部で用いられた実績があった。日本の製造業の黎明期にあたる明治37年に大阪府の福岡鉄工所が焼玉エンジンを使用した国産初の内燃機関車を製造、実用化したのが始まりである。また、鉄道省でも後の本格的な国産化を目指し、ドイツからDC11形とDC10形をサンプル輸入した。しかしこの時代のものは黎明期の製品ゆえ出力や信頼性に大きく引けを取っており、本格的に蒸気機関車を置き換えるまでには至らなかった。
本格的に導入が始まるのは戦後になってからで、国鉄ではDD50形（1953年）がその契機となる。その後様々な機関車が車両メーカーや国鉄で開発・試作された中、大量増備に至ったものには、入換え用のDD13形（1958年 - 1967年、398両）やDE10形（1966年 - 1978年、708両）、本線用のDD51形（1962年 - 1978年、649両）がある。
しかし、1980年代以降、電化の進展や機関車による客車列車・貨物列車の削減、初期に製作された車両の老朽化で、日本におけるディーゼル機関車の稼働数は減少傾向にある。
動力伝達方式としては、当初は構造が簡易な機械式、その後は出力制御が他の形式より簡便な電気式が採用されていた。ただし、電気式は発電機と主電動機の重量で軸重が大きくなりがちで、軌道負担力が小さくその強化が追いつかなかった当時の国鉄では使い勝手が悪かったことや、車両自体の高出力化にも限度があり、液体式の技術が向上したことで電気式は採用されなくなり、液体式が標準となっていった。しかし1990年代以降老朽化が顕在化した液体式のDD51形の置き換えでは、半導体技術が発展したことと、機関車用大容量液体式変速機の開発が久しく行われておらず困難であることなどから、再び電気式の採用となった。
形態としては、諸外国と異なり、貨車の入換など、運転方向の切り替えに便利な凸型が主であるが、一部には箱型もある。特殊用途のものを除いて、両側に（両方向に対応した）運転室がある。
なお、現在でもディーゼル機関車は非電化区間の客車、貨物、甲種輸送などで幅広く活躍しており、JR貨物からは貨物駅周辺の環境に配慮し同社初の入換用ハイブリッド式ディーゼル機関車のHD300形が導入されるなど、短距離牽引でありながら重要な役割をもつものもある。

## 日本における主なディーゼル機関車の形式
特記しないものは、日本国有鉄道（国鉄）、JRに所属する（した）車両である。

### 液体式
- DD11
- DD13
- DD14
- DD15
- DD16
- DD17
- DD18（標準軌用）
- DD19（標準軌用）
- DD20（国鉄）
- DD20（大井川鐵道）
- DD21
- DD51
- DD53
- DD54
- DD91
- DE10
- DE11
- DE15
- DE50
- DB500
- 911（標準軌用）
- 912（標準軌用）

### 電気式
- DC11
- DD10
- DD12
- DD41→DD90
- DD50
- DF40→DF91（2代目）
- DF41→DF92
- DF50
- DF90
- DF91（初代）
- DD200
- DF200
- DE601（太平洋石炭販売輸送）
- D-301（富士製鐵室蘭製鐵所）

### 機械式
- D1001（成田鉄道）
- DB1（大井川鐵道）
- DB10
- DC10

## ディーゼル機関車が登場する作品
1930年代から1970年代にかけてのアメリカの映画やテレビドラマには、EMC/EMD製のEユニットやFユニットを嚆矢とする、いわゆるドッグノーズタイプのキャブ・ユニットが数多く登場している。
イギリスの低学年の児童向け絵本シリーズ『汽車のえほん』には、当初蒸気機関車を脅かす悪役としてディーゼル機関車が登場する。物語が執筆された1950年代から1960年代のイギリス国鉄のディーゼル機関車が低性能で信頼性が低かったこと、無煙化運動によって蒸気機関車を淘汰していたことを「性格が悪い」と表現したようである。
3D版『きかんしゃやえもん』では蒸気機関車を処分しようとする悪役として登場している。原作絵本でのディーゼル機関車はモブキャラクターで、悪役は主に電気機関車とレールバスだった。
『烈車戦隊トッキュウジャー』では最古参のサポート用烈車ディーゼルレッシャーとして登場する。なお、合体形態のディーゼルオーは特定の武器を持たず、肉弾戦を得意とするパワーファイターとして描かれており、戦隊ロボとしては珍しく、キックが必殺技。ディーゼルといえばハイパワーのイメージを印象付けている。

## 税法上の扱い
日本では、国税庁の通達（2020年時点で有効なのは、昭和63年10月6日付通達「鉄道事業及び軌道業を営む者の有する固定資産の分類と個々の資産の耐用年数について」）で鉄道車両についての固定資産としての耐用年数を規定しているが、ここでは「電気または蒸気機関車」が18年、「電車」が13年と規定されているのに対し、内燃機関を用いる「内燃動車」は、機関車、内燃客車（気動車）がともに該当するものとされ、その期間は11年で、他の動力車に比して短い。